# Whatever People Say I Am, That's What I'm Not
Whatever People Say I Am, That's What I'm Not (slovensko: Karkoli ljudje pravijo, da sem, to nisem) je debitantski album angleške rock skupine Arctic Monkeys, ki je izšel 23. januarja 2006 pri založbi Domino Records. Ob izidu je postal najhitreje prodajani debitantski album vseh časov v Združenem kraljestvu, saj je bilo v prvem tednu prodanih več kot 360.000 izvodov.

## Seznam skladb
1. »The View from the Afternoon«   3:38
2. »I Bet You Look Good on the Dancefloor«   2:53
3. »Fake Tales of San Francisco«   2:57
4. »Dancing Shoes«   2:21
5. »You Probably Couldn't See for the Lights but You Were Staring Straight at Me«   2:10
6. »Still Take You Home«   2:53
7. »Riot Van«   2:14
8. »Red Light Indicates Doors Are Secured«   2:23
9. »Mardy Bum«   2:55
10. »Perhaps Vampires Is a Bit Strong But...«   4:28
11. »When the Sun Goes Down«   3:20
12. »From the Ritz to the Rubble«   3:13
13. »A Certain Romance«   5:31